# Danh sách câu lạc bộ bóng đá ở Mauritanie
Đây là danh sách các câu lạc bộ bóng đá ở Mauritanie.
Về danh sách đầy đủ, xem Thể loại:Câu lạc bộ bóng đá Mauritanie

## A
- ASAC Concorde (Nouakchott)
- ACAS de Teyarett
- ASC Dar El Barka
- ASC Dar Naïm (Nouakchott
- ASC El Ahmedi FC de Sebkha (Nouakchott)
- ASC Imraguens
- ASC Kédia	(Zouérate)
- ACS Ksar (Nouakchott)
- ASC Mauritel Mobile FC (Nouakchott)
- ASC Nasr de Sebkha (Nouakchott)
- ASC Police
- ASC Tevragh-Zeïna

## C
- CF Cansado (Nouadhibou)

## N
- Nouadhibou